# Beriah Magoffin
Beriah Magoffin, né le 18 avril 1815 à Harrodsburg (Kentucky) et mort le 28 février 1885 dans la même ville, est le vingt-et-unième gouverneur du Kentucky. Il est en poste au début de la Guerre de Sécession et défend l'idée de Droits des États, y compris le droit d'un État de faire sécession de l'Union. Il a notamment sympathisé avec la cause confédérée. Néanmoins, lorsque l'Assemblée générale du Kentucky adopte une position de neutralité durant la guerre, Magoffin s'y tient et refuse les appels à l'aide de l'Union et des États confédérés.
Lors d'élections spéciales tenues en juin 1861, les unionistes s'emparent de neuf des dix sièges du Congrès du Kentucky et obtiennent la majorité qualifiée dans les deux chambres de la législature de l'État. Malgré l'adhésion stricte de Magoffin à la politique de neutralité, le législateur unioniste ne lui fait pas confiance et annule régulièrement ses vetos. Incapable d'assurer un leadership efficace en raison d'une législature hostile, Magoffin accepte de démissionner de son poste de gouverneur en 1862, à condition qu'il puisse choisir son successeur. Le lieutenant-gouverneur Linn Boyd est mort en fonction et Magoffin refuse d'autoriser le président du Sénat du Kentucky, John F. Fisk de lui succéder au poste de gouverneur. En conséquence, Fisk démissionne et le Sénat élit le candidat présenté par Magoffin, James F. Robinson, comme président. Magoffin démissionne ensuite, Robinson accède au poste de gouverneur et Fisk est réélu président du Sénat.
Après la guerre, il encourage l'acceptation de la victoire de l'Union et l'adoption du treizième amendement de la Constitution. Il meurt le 28 février 1885.

## Biographie

### Jeunesse
Beriah Magoffin est né le 18 avril 1815 à Harrodsburg dans le Kentucky. Il est le fils de Beriah et Jane (McAfee) Magoffin. Son père est un immigrant irlandais originaire du comté de Down, et sa mère est la fille de Samuel McAfee, un pionnier de premier plan.
Il fait ses études primaires dans une école communale de Harrodsburg. En 1835, il est diplômé du Centre College de Danville et, en 1838, il obtient un diplôme en droit de l'université Transylvania à Lexington. Il s'installe ensuite à Jackson, où il commence sa carrière juridique. De 1838 à 1839, il est greffier au Sénat du Mississippi.
Magoffin retourne au Kentucky en 1839 en raison d'une maladie. Il continue sa pratique juridique à Harrodsburg et est nommé juge de police de Harrodsburg par le gouverneur Robert P. Letcher (en) en 1840. Le 21 avril 1840, il épouse Anna Nelson Shelby, petite-fille du gouverneur Isaac Shelby. Dix des enfants du couple survivent à la petite enfance.
Magoffin devient actif dans le Parti démocrate, servant d'électeur présidentiel en 1844, 1848, 1852 et 1856 et en tant que délégué à la Convention nationale démocrate en 1848, 1856, 1860 et 1872. Il est élu au sénat du Kentucky en 1850, mais refuse d'être candidat démocrate à la Chambre des représentants des États-Unis en 1851. En 1855, il est le candidat démocrate au poste de lieutenant-gouverneur, inscrit avec Beverly L. Clarke (en), mais il perd face au candidat du mouvement «Know Nothing», Charles S. Morehead (en).

### Gouverneur du Kentucky
Magoffin est élu gouverneur du Kentucky par 76 187 voix contre 67 283 pour Joshua Fry Bell, et il entre en fonction le 30 août 1859. Il soutient les Droits des États et l'institution de l'esclavage. Bien qu'il croit au droit des États de se séparer de l'Union, il espère éviter ce résultat en concluant un accord entre les États du Sud et ceux du Nord. À ces fins, il écrits une lettre circulaire aux gouverneurs des États esclavagistes le 9 décembre 1860 détaillant un plan pour sauver l'Union.
Magoffin souhaite unir les États esclavagistes autour d'un ensemble de concessions minimales pour voir si le Nord les accepte comme alternative à la guerre. Les concessions comprennent un amendement constitutionnel abrogeant toute loi d'État qui interférait avec l'application de la Fugitive Slave Act, l'adoption d'amendements à la loi sur les esclaves fugitifs garantissant que tout État qui ne rendrait pas un esclave fugitif ou obstruerait le retour d'un esclave indemniserait le propriétaire du esclave, l'adoption d'une loi exigeant l'extradition de toute personne mise en examen par un grand jury pour avoir incité à la fuite d'un esclave, l'adoption d'un amendement à la constitution garantissant l'esclavage dans tous les territoires actuels et futurs au sud du 36e parallèle nord, l'adoption d'un amendement à la constitution garantissant à tous les États le droit d'utiliser le fleuve Mississippi ainsi que la protection pour les États du Sud au Sénat américain contre une législation oppressive sur l'esclavage. Après que les gouverneurs des États esclavagistes aient refusé le plan de Magoffin, il approuve le compromis Crittenden, rédigé par son compatriote du Kentuck, John J. Crittenden.

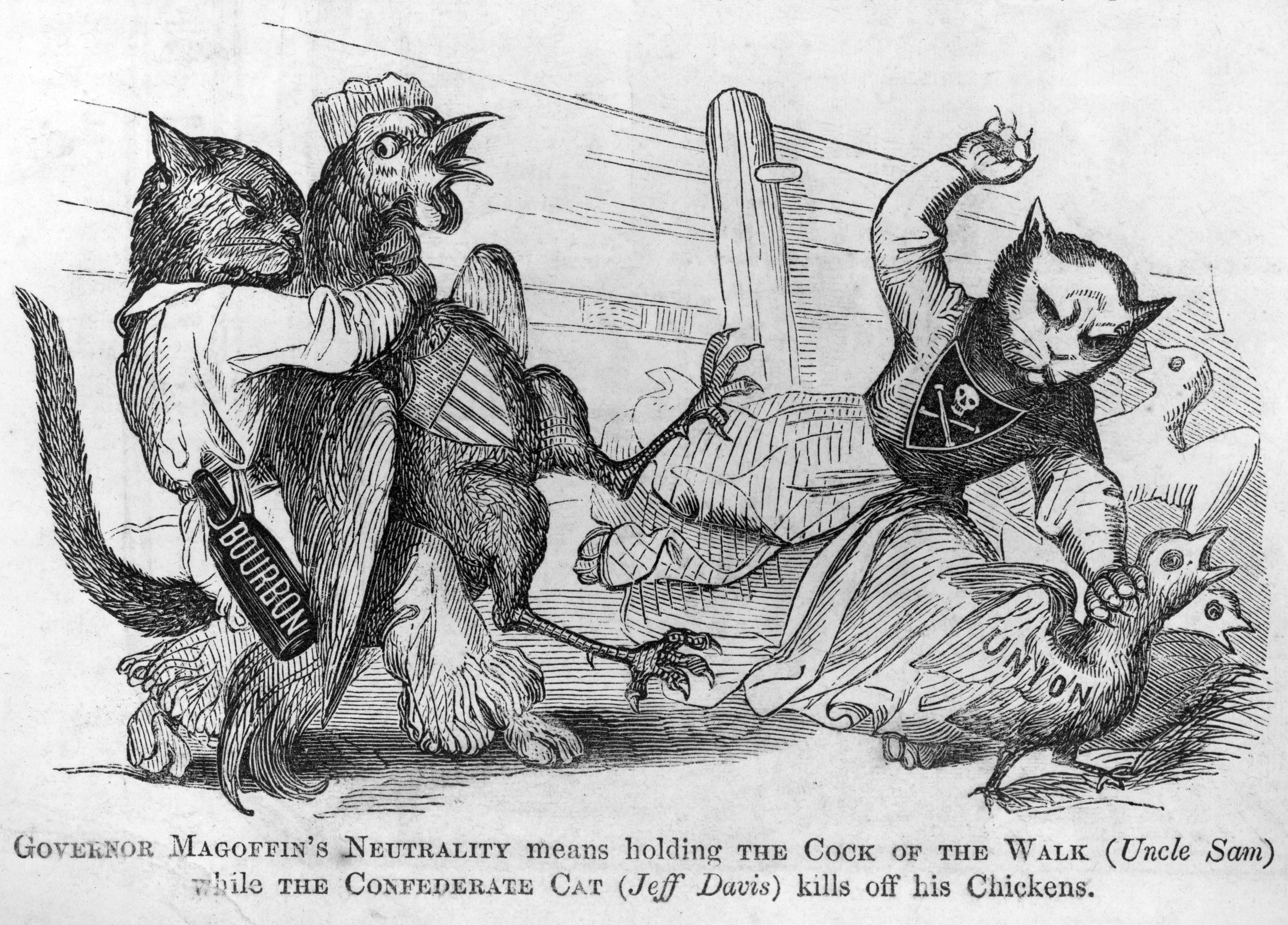
Caricature politique de 1861: "La neutralité du gouverneur Magoffin signifie tenir le coq (Oncle Sam) pendant que le chat confédéré (Jeff Davis) tue ses poulets."

En janvier 1861, Magoffin convoque l'Assemblée générale du Kentucky en session extraordinaire et leur demande de convoquer une convention pour déterminer le rôle du Kentucky dans la guerre de Sécession. La majorité unioniste à la législature craint que le vote de la convention fasse sortir le Kentucky de l'Union ; en conséquence, ils refusent d'appeler la convention. En réponse à l'appel de troupes du président Abraham Lincoln le 15 avril 1861, Magoffin déclare par télégramme : « Je n'enverrai ni un homme ni un dollar dans le but pervers de soumettre mes sœurs des États du Sud ». Encouragé par le refus de Magoffin, le secrétaire à la Guerre des confédérés, Leroy Pope Walker, demande des troupes au Kentucky pour la cause du Sud une semaine plus tard, mais Magoffin refuse également.
Magoffin convoque une autre session extraordinaire de la législature en mai 1861. Encore une fois, les législateurs refusent de convoquer une convention pour déterminer le rôle de l'État dans la guerre. Au lieu de cela, ils approuvent une résolution de neutralité et Magoffin proclame cette position le 20 mai 1861. Plus tard dans le mois, Magoffin envoie une lettre au président confédéré Jefferson Davis lui demandant de reconnaître et d'honorer la neutralité du Kentucky. En août, il envoie une lettre identique au président Lincoln.
Bien que Magoffin se soit engagé à «respecter la volonté de la majorité des gens de l'État» et à faire respecter les constitutions du Kentucky et fédérales, les unionistes à la législature ne font pas confiance à Magoffin. Lors des élections spéciales de l'État en juin 1861, les candidats unionistes obtiennent neuf des dix districts du Congrès du Kentucky et donc la majorité qualifiée dans les deux chambres de l'Assemblée générale. À partir de là, ils passent systématiquement outre les veto de Magoffin.
Au début de septembre 1861, les troupes fédérales et confédérées entrent dans le Kentucky. Magoffin déclare les deux parties également coupables d'avoir violé la neutralité du Kentucky et exige d'elles qu'elles se retirent. Une résolution appelant au retrait immédiat des forces de l'Union et des forces confédérées est cependant rejetée à la législature. Au lieu de cela, la législature adopte une résolution ordonnant uniquement aux troupes confédérées de quitter l'État. Magoffin oppose son veto à la résolution, mais ce veto est annulé et il ordonne docilement aux confédérés de se retirer. En novembre 1861, une convention auto-constituée de sympathisants du sud se réunit à Russellville (Kentucky), afin de former un gouvernement confédéré provisoire pour l'État. Malgré ses sympathies pour le Sud, Magoffin dénonce les actions de cette convention.
Magoffin et la législature continuent de s'affronter tout au long du reste de 1861 et en 1862. Ils ne trouvent un accord que pour des sujets de faible importance, comme un projet de loi permettant aux écoles de continuer les cours interrompus par le déclenchement des hostilités en 1861. Il trouve particulièrement onéreux un projet de loi annulant la citoyenneté de quiconque se batant pour ou aidant la Confédération, mais en mars 1862, son veto sur le projet de loi est annulé. Magoffin est également opposé au régime militaire du général de brigade Jeremiah Boyle, qui, selon lui, viole les droits civils des défenseurs des droits des États, même s'ils ne préconisait pas la sécession.
Les appels de la législature pour la démission de Magoffin commencent dès le 30 septembre 1861.Le 16 août 1862, Magoffin déclare sa volonté de démissionner à la condition qu'il soit autorisé à choisir son successeur,. Le lieutenant-gouverneur Linn Boyd meurt en fonction en 1859, et le président du Sénat, John F. Fisk, est le prochain en lice pour le poste de gouverneur. Magoffin refuse d'accepter Fisk comme son successeur, donc Fisk démissionné de son poste de président et le sénat entérine le choix de Magoffin, James Fisher Robinson, au poste de président. Magoffin démissionne de son poste de gouverneur le 18 août 1862 et Robinson assume le poste de gouverneur pour le reste du mandat de Magoffin.

### Fin de vie et hommages

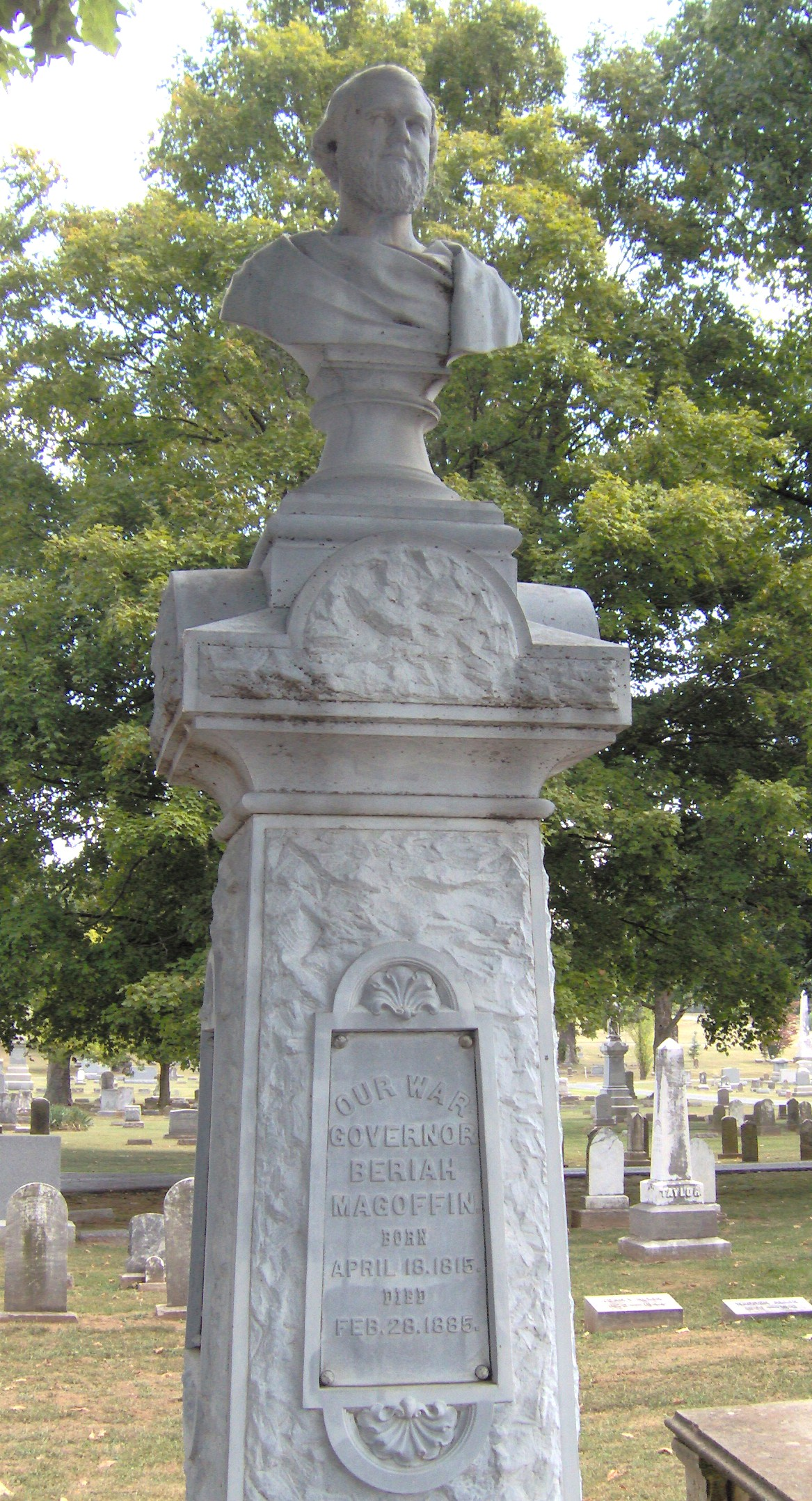
Le monument Beriah Magoffin à Harrodsburg.

Après la guerre, Magoffin retourne à sa pratique juridique et s'engage dans des activités agricoles à Harrodsburg. Une série d'entreprises de spéculation foncière près de Chicago, dans l'Illinois, le rend très riche. Il encourage ses compatriotes kentuckiens à accepter les résultats de la guerre. Il plaidé pour les droits civiques des Noirs et appelle à l'adoption du treizième amendement.
Dans son dernier acte de service public, Magoffin représente le comté de Mercer à la Chambre des représentants du Kentucky de 1867 à 1869. Il meurt chez lui le 28 février 1885 et est inhumé au cimetière Spring Hill de Harrodsburg,.
En 1900, le monument Beriah Magoffin est érigé en son honneur sur sa sépulture. Le comté de Magoffin, Kentucky, créé en 1860, est également nommé en son honneur.